# Term (matematik)
Term (plural termer) kallas i matematiken en operand inom addition och subtraktion.
I uttrycket 5 + 3 = 8 är alltså 5 och 3 termer, medan 8 kallas summa. I uttrycket 6 - 2 = 4 är 6 och 2 termer medan 4 är differens. I sammansatta uttryck med flera termer (inklusive fall där både addition och subtraktion förekommer inom uttrycket) kallas samtliga ingående argument termer, och den procedurellt enklaste och mest stringenta hanteringen fås genom att varje subtraktion istället betraktas som en addition av ett negativt tal.